# نوبمحت
| nbw · N33B · N33A | m | HAt · t |

| nbw · N33B · N33A | m | HAt · t |

نوبِمحَت یا دقیق‌تر نوب‌اِم‌حَت (به انگلیسی: Nubemhat) ملکه‌ای در مصر باستان در دوران دوره دوم میانی مصر بود.
وی همسر فرعون سوبکم‌سف یکم و دارای لقب رسمی همسر بزرگ سلطنتی بود. دوران زندگی این زوج ممکن است مربوط به دوران گذار از اواخر سلسله سیزدهم و اوایل سلسله هفدهم مصر باشد، دوره ای مملو از آشفتگی و چندین حاکم در حال رقابت برای قدرت.

## شواهد تاریخی
نوبمحت تنها از دو بنای تاریخی شناخته شده است:
1. در دندره، دو قطعه از یک یادبود سنگی به سِخِم‌رع وجدخاعو و نوبمحت با دختر پادشاه سوبکم‌سف یکم، که با پسر پادشاه آمنی، پسر ملکه حاخنس ازدواج کرده‌اند، اشاره می‌کند.[۳][۴][۵][۶][۷] یک قطعه در قفط خریداری شد.
2. در کاوا (نوبه)، قسمت پایین یک مجسمه با نام و عنوان او.[۸][۹][۱۰]